# Lestocq Erskine
Lestocq Robert Erskine (ur. 6 września 1857 w Edynburgu, zm. 29 maja 1916 w Llandrindod Wells) – szkocki tenisista, czołowy zawodnik świata u schyłku lat 70. XIX wieku, finalista Wimbledonu.

## Kariera tenisowa
W 1877 uczestniczył w inauguracyjnym turnieju wimbledońskim, osiągając ćwierćfinał (przegrał z późniejszym finalistą Williamem Marshallem). Rok później dotarł do finału turnieju pretendentów (All commers), którego zwycięzca zyskiwał prawo walki o tytuł z ubiegłorocznym mistrzem; w półfinale turnieju pokonał Herberta Lawforda 6:3, 6:1, 6:3, ale decydujący mecz (pierwszy w historii finał All commers Wimbledonu) przegrał z Frankiem Hadowem 4:6, 4:6, 4:6. W 1879 występ na Wimbledonie zakończył już na 2 rundzie, pokonany przez Johna Hartleya, który został ostatecznie mistrzem tamtej edycji turnieju. W tym samym roku Erskine, wspólnie z Herbertem Lawfordem, wygrał mistrzostwa Uniwersytetu Oksfordzkiego w deblu. Turniej ten uchodzi za poprzednika deblowych rozgrywek wimbledońskich, a toczony był w formule finału „best of seven” (do czterech wygranych setów). W finale Erskine i Lawford pokonali George’a Tabora i F. Duranta 4:6, 6:4, 6:5, 6:2, 3:6, 5:6, 7:5.
W 1879 przegrał w finale Grand National Tournament w Hendon (Middlesex) ze znanym bardziej jako piłkarz i krykiecista Edgarem Lubbockiem 1:6, 0:6, 6:8.
Historyk tenisa Karoly Mazak sklasyfikował Erskine’a jako czwartą rakietę świata w 1877, trzecią w 1878 i siódmą w 1879, przyjmując założenie, że cała ówczesna czołówka rywalizowała na kortach angielskich. Urzędnik kolonialny Henry Cotton pisał we wspomnieniach, że chociaż Erskine nie wygrał nigdy Wimbledonu, to przez jakiś czas był najlepszym tenisistą na angielskich trawnikach, a swojego rywala Lawforda, który w latach 1880–1888 sześciokrotnie walczył w Challenge round Wimbledonu (raz wygrał), był w stanie pokonać z handicapem.